# Mezquita Juma “Viernes” (Şamaxı)
Mezquita Juma de Şamaxı o Mezquita Viernes de Şamaxı (en azerí: Şamaxı Cümə Məscidi) es una mezquita en Şamaxı, Azerbaiyán.

## Historia de establecimiento
La fecha de construcción de la mezquita, 743-744, se basa en la investigación de la comisión geológica de Tiflis que fue dirigido por príncipe Shahgulu Qajar. La Mezquita Viernes de Şamaxı está considerado la primera mezquita en el Cáucaso después de la Mezquita Viernes de Derbent, la cual fue construida en el año 734.
La fecha de construcción de la mezquita está datada del periodo de Califato en el Cáucaso y Daguestán, comandante de árabe Maslama ben Abd al-Malik Ibn-Marwan, hermano de Valil I (705-715), califa de Califato Omeya. En estos años los gobernadores árabes, fortaleciendo las torres de esta ciudad antigua empezaron la construcción de las estructuras nuevas en este territorio. Los árabes concedieron una gran importancia a Şamaxı.

## Reconstrucciones
Durante las batallas y los terremotos los daños y derribos de la mezquita eran la razón de las reconstrucciones del edificio de la mezquita. Según la información de Imad al-Din, un cronista de la época de Dinastía selyúcida, los dirigentes de Shirvanshah recurrieron a Seljuq Sultan Mahmud (1118-1131), para defensa de las incursiones de Georgia.
La primera construcción de la Mezquita Juma empezó al final del siglo XII.
La segunda construcción de la mezquita estuvo hecha en el siglo XVII, durante la época de Dinastía Safávida. Evliya Çelebi, el escritor y viajero otomano que visitó Şamaxı en el año 1656, en su trabajo informó aproximadamente algunos cambios estructurales de Mezquita Juma durante la época de Dinastía Safávida. La tercera reconstrucción de la mezquita fue en 1860 por el arquitecto de provincia, Qasim bey Hajibababeyov después del gran terremoto en 1859. La cuarta reconstrucción empezó después del terremoto más fuerte en 1902. Las reconstrucciones fueron realizadas por el arquitecto azerbaiyano Ziver bey Ahmedbeyov y el arquitecto polaco Józef Plośko.
En 1918 la Mezquita Juma, la cual no fue plenamente construida, otra vez sufrió el incendio, hecho por las unidades armadas del partido armenio, “Dashnaktsutiun” bajo el guiaje de Stepan Lalayan.
En diciembre del año 2009, el orden sobre la restauración de la Mezquita Juma, fue escrito por Ilham Əliyev, el Presidente de Azerbaiyán.

## Galería

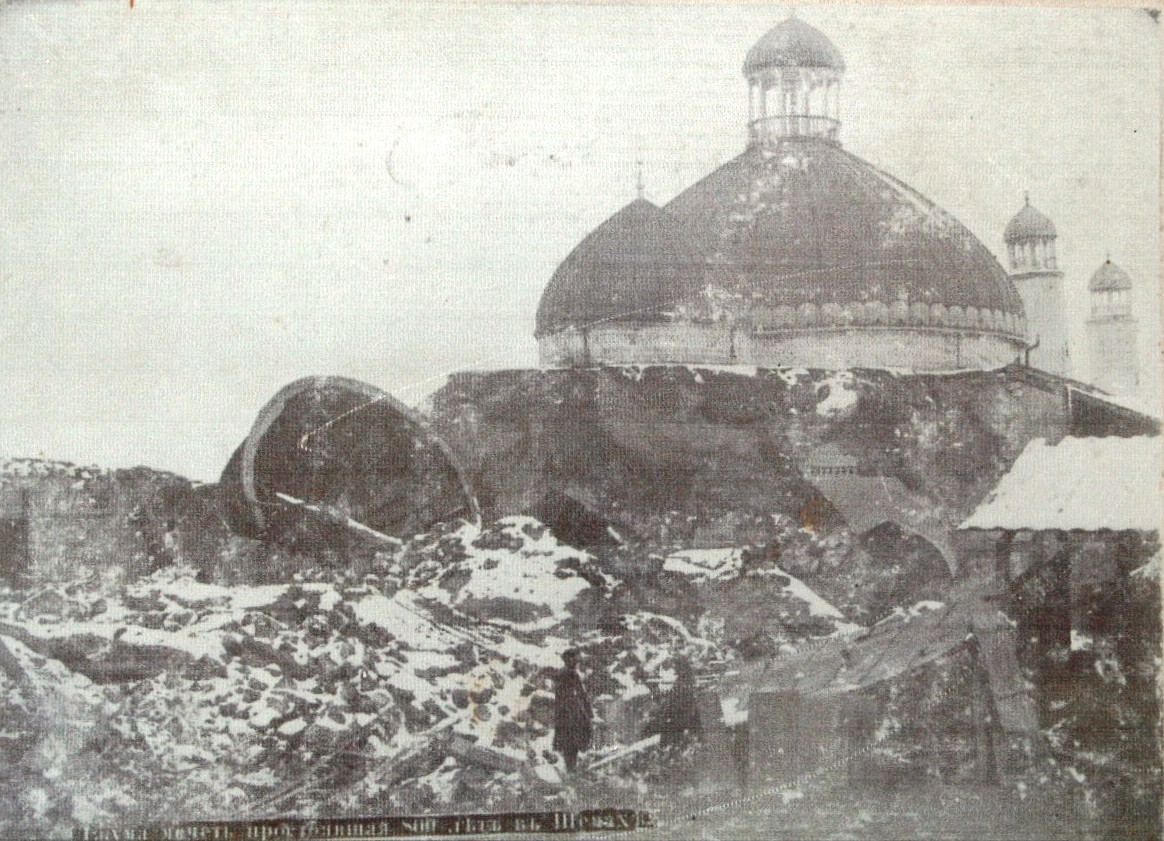
La mezquita después del terremoto en 1902
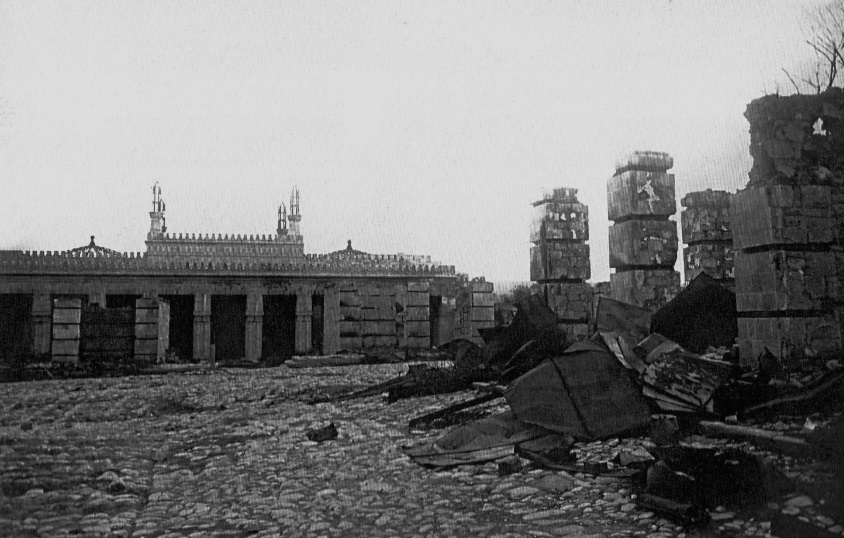
La mezquita en el año 1918
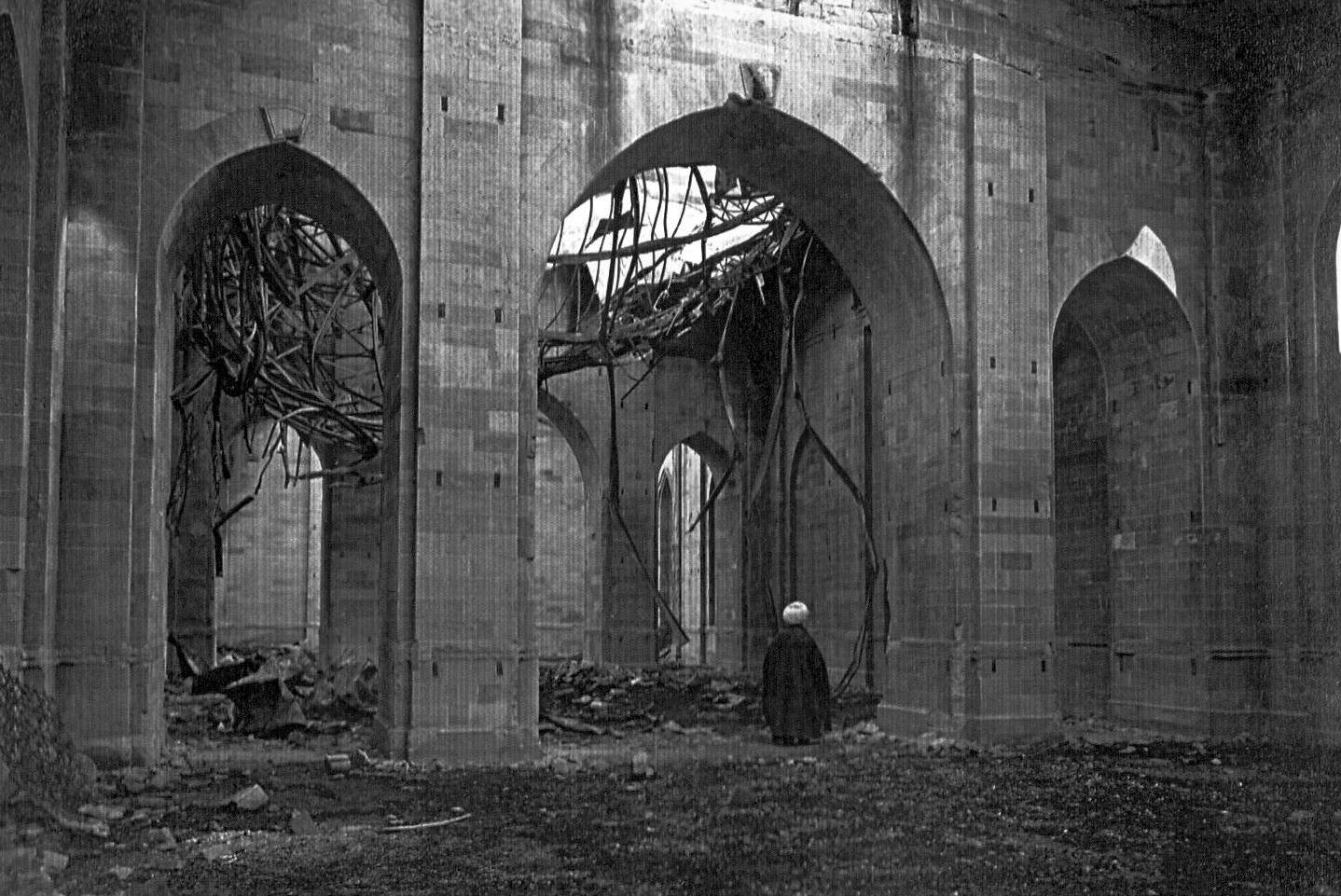
Interior de la mezquita después del incendio
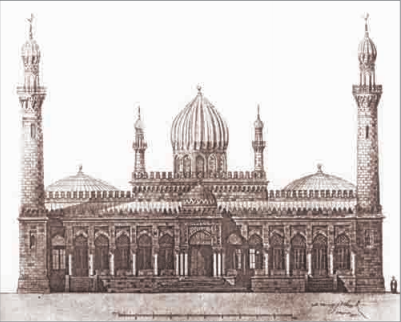
El plano de la restauración de la mezquita
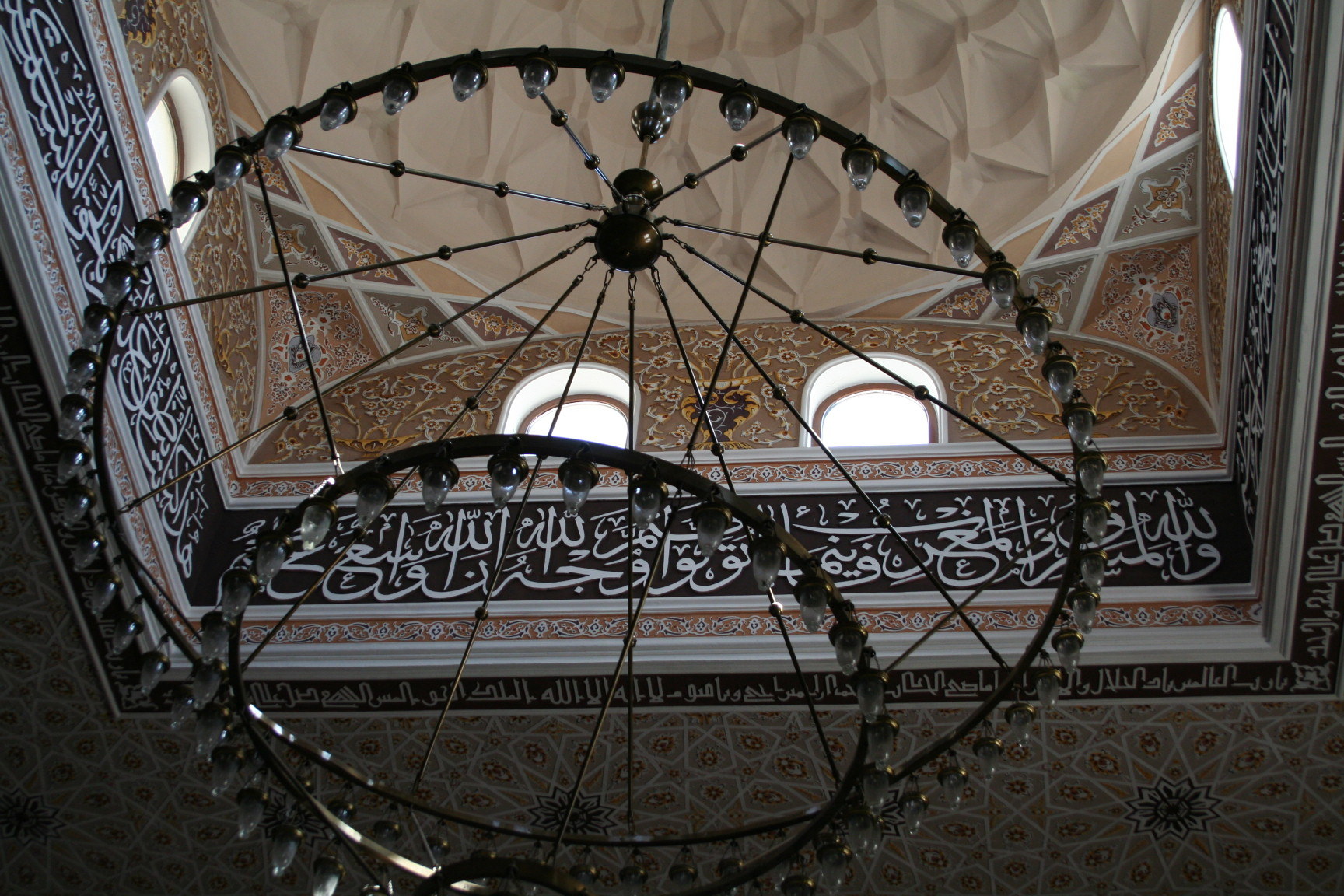
Interior de la mezquita
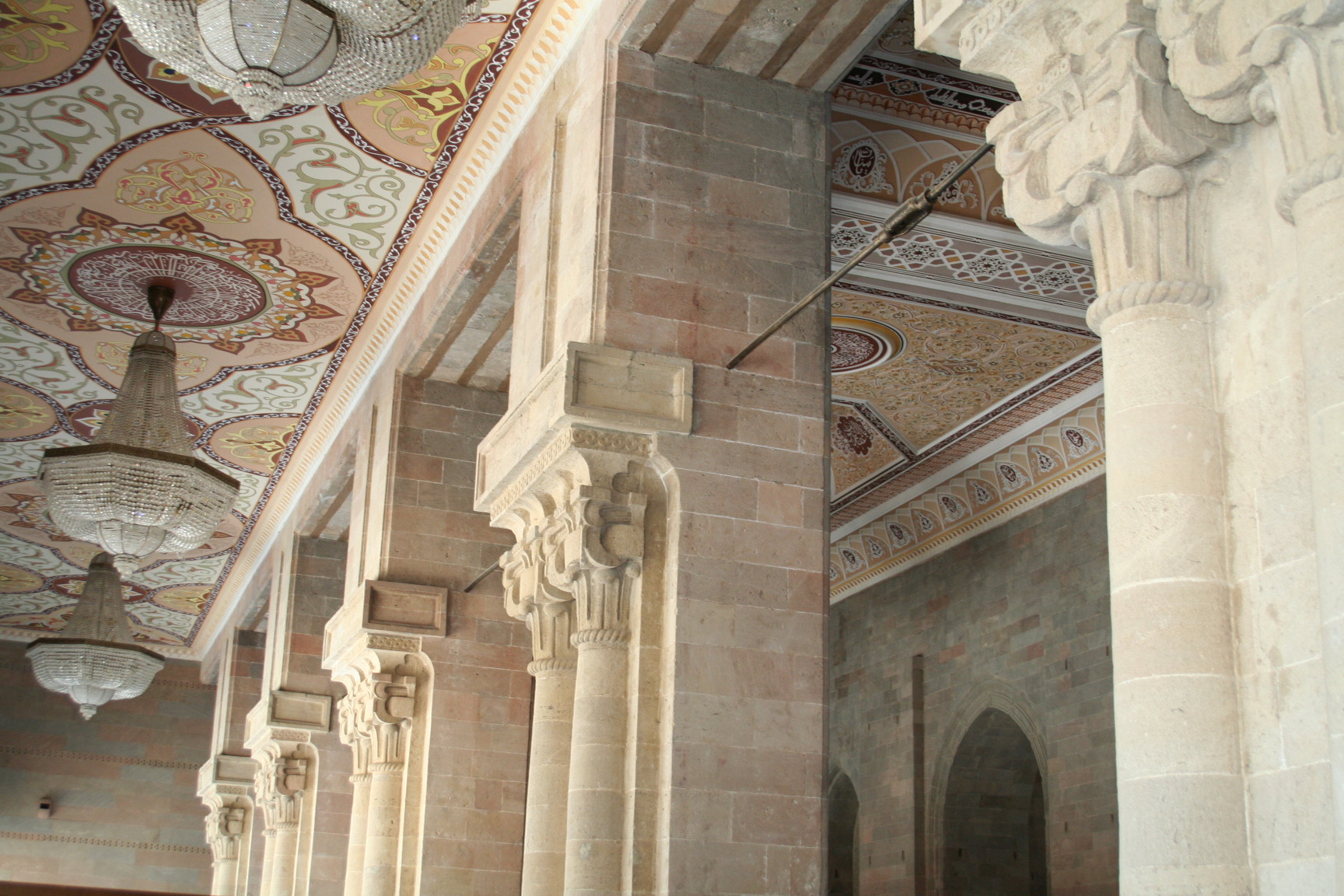
Diseño de la mezquita
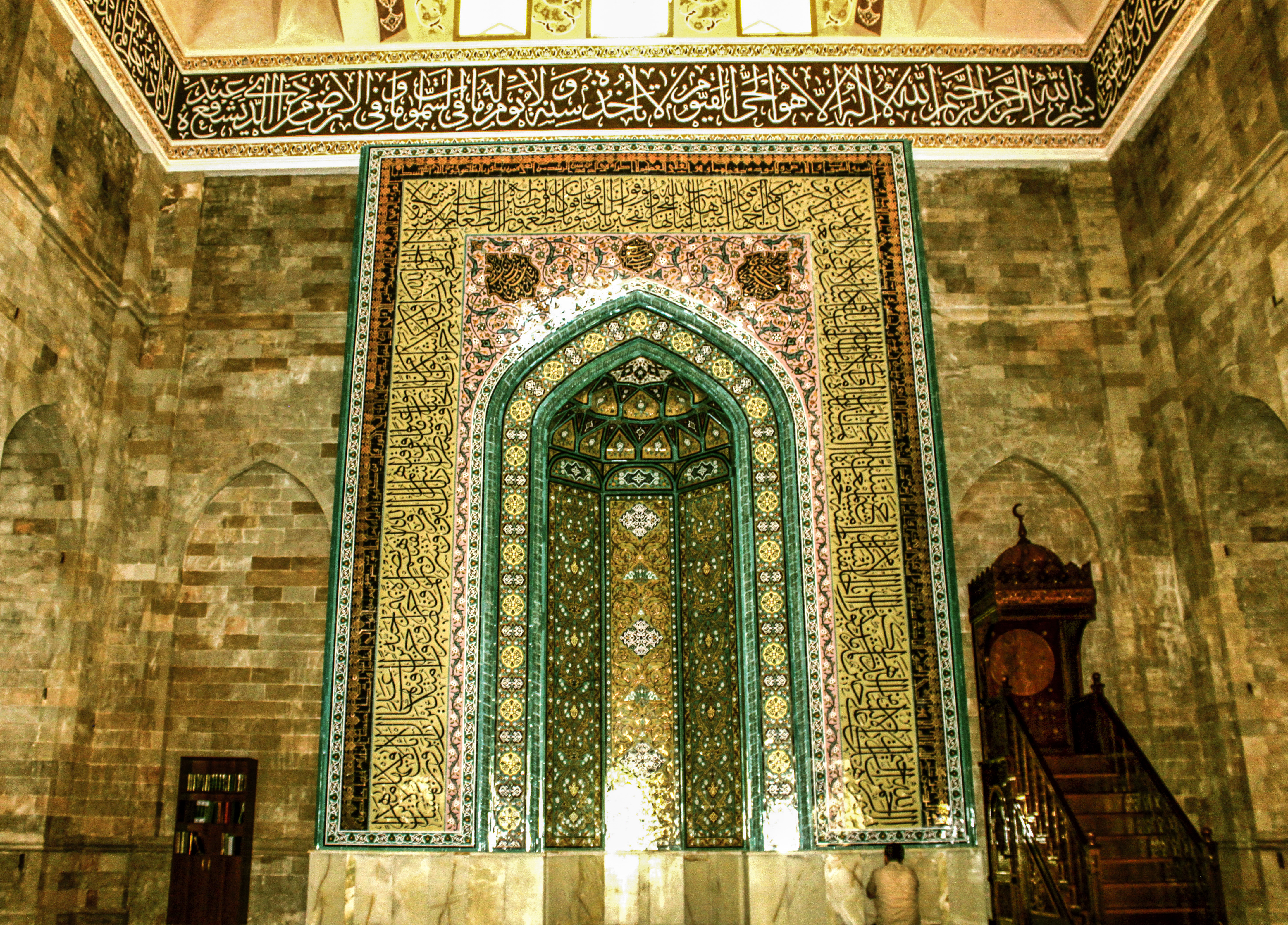
Interior de la mezquita
La vista panorámica de noche